# آناتول نوواک
آناتول نوواک (فرانسوی: Anatole Novak‎؛ ۱۲ فوریهٔ ۱۹۳۷ – ۵ ژانویهٔ ۲۰۲۲) دوچرخه‌سوار اهل فرانسه بود.